# Paillencourt
Paillencourt – miejscowość i gmina we Francji, w regionie Hauts-de-France, w departamencie Nord.
Według danych na rok 1990 gminę zamieszkiwało 930 osób, a gęstość zaludnienia wynosiła 123 osób/km² (wśród 1549 gmin regionu Nord-Pas-de-Calais Paillencourt plasuje się na 584. miejscu pod względem liczby ludności, natomiast pod względem powierzchni na miejscu 479.).